# Parada de Sancho el Sabio
Sancho el Sabio (en castellano), o Antso Jakituna (en euskera), es una parada de las líneas Ibaiondo - Salburua y Abetxuko - Unibertsitatea en el tranvía de Vitoria, explotado por Euskotren Tranbia. Fue inaugurada el 23 de diciembre de 2008 junto a todas las paradas del ramal de Ibaiondo, desde la de Angulema hasta la de Ibaiondo. Se incorporó a la línea Abetxuko - Angulema el 10 de julio de 2009.

## Localización
Se encuentra ubicada en la mitad de la Calle Sancho el Sabio, haciendo esquina con las calles Ricardo Buesa, Gorbeia y Bastiturri.

## Líneas
| Líneas que prestan servicio en la parada de Sancho el Sabio |            |       |             |                |
| << Cabecera                                                 | < Anterior | Línea | Siguiente > | Cabecera >>    |
| Ibaiondo                                                    | Europa     | TVG   | Lovaina     | Salburua       |
| Abetxuko                                                    | Europa     | TVG   | Lovaina     | Unibertsitatea |